# 관광 안내소

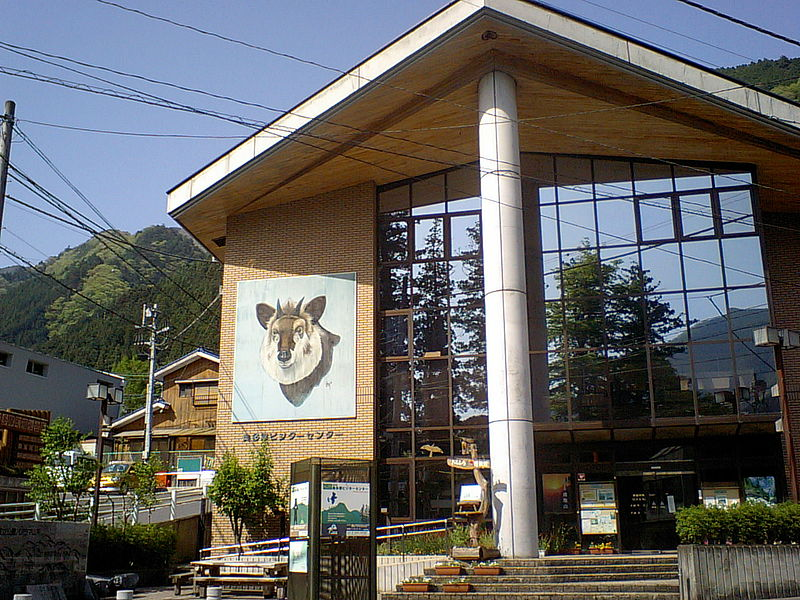
일본의 오쿠타마 비지터 센터

관광 안내소(觀光案內所)는 관광객에게 정보를 제공하는 장소이다. 관광 안내소에서는 방문객에게 지역의 명소, 숙소, 지도, 관광과 관련된 기타 정보를 제공한다. 관련 전시가 이루어지기도 한다. 이러한 서비스는 공항, 지방 정부, 상공회의소에 의해 운영되는 경우가 많다.